# Quincy (Illinois)
Pour les articles homonymes, voir Quincy.
Quincy est une ville de l'Illinois, dans le comté d'Adams, aux États-Unis,. La ville est située sur la rive gauche du Mississippi sur des falaises surplombant le fleuve. Sa population s'élevait à 40 633 habitants en 2010, contre 40 366 en l'an 2000.

## Démographie
| Groupe            | Quincy | Illinois | États-Unis |
| ----------------- | ------ | -------- | ---------- |
| Blancs            | 90,8   | 71,5     | 72,4       |
| Afro-Américains   | 5,4    | 14,6     | 12,6       |
| Métis             | 2,2    | 2,3      | 2,9        |
| Asiatiques        | 0,9    | 4,6      | 4,8        |
| Autres            | 0,5    | 6,7      | 6,4        |
| Amérindiens       | 0,2    | 0,3      | 0,9        |
| Total             | 100    | 100      | 100        |
|                   |        |          |            |
| Latino-Américains | 1,4    | 15,8     | 16,7       |

Selon l'American Community Survey, pour la période 2011-2015, 97,91 % de la population âgée de plus de 5 ans déclare parler l'anglais à la maison, 0,59 % déclare parler l'espagnol et 1,50 % une autre langue.
Durant la période 2012-2016, 2,0 % de la population de la ville est née étrangère (contre 13,9 % à l'échelle de l’État et 13,2 % à l'échelle nationale). 57,8 % d'entre sont ainsi nés en Asie, 15,9 % en Europe et 14,6 % Amérique latine. Enfin, 54 % d'entre eux ont été naturalisés américains.

## Cultes
Église Sainte-Rose-de-Lima, église catholique desservie par la fraternité sacerdotale Saint-Pierre, vitraux de style munichois début XXe siècle, architecture de style néogothique vénitien.

## Personnalités liées à la ville
- Max C. Starkloff, médecin de la ville de Saint-Louis lors de la pandémie de grippe espagnole de 1918 et précurseur de la distanciation sociale en médecine moderne.

- Heinrich Grimm, Alsacien, né en 1803 à Weiler (Bas-Rhin) fut l'un des premiers colons. Venant de New York, où il était arrivé en 1834 et où il est resté un an, il s'installe en 1835 à Quincy avec sa femme, Rosine Madeleine RUFF, venant du même village. Menuisier de son métier, il a exploité à Quincy avec Anton Delabar, la première scierie sur la rivière Delaware et a participé à la campagne contre les Mormons à Nauvoo. Il est mort en 1893. Son fils, né en 1836 à Quincy, possédait en 1901 une usine de fabrication de chaudières.
- Cora Agnes Benneson, avocate, conférencière et écrivaine américaine.